# 박지원 (1934년)
박지원(朴志遠, 1934년 7월 11일~2024년 8월 17일)은 대한민국의 정치인이다. 제13대 국회의원을 지냈다

## 생애
화산학원 이사장 및 영신연와 회장, 연세대 산업대학원 동문회장, 대한탁약주제조 중앙회장을 지냈으며, 통일주체 국민회의 1,2대 대의원과 한ㆍ스웨덴 의원연맹 이사, 민정당 경기1지구당(수원ㆍ화성) 위원장을 역임했다.

## 역대 선거 결과
|  | 23.04% |

|  | 45.90% |

|  | 19.49% |

## 가족 관계
- 배우자: 고숙자
  - 슬하: 박현선, 박현신, 박유신